# Cúp quốc gia Wales 1879–80

## Vòng Một
|  | Wrexham | 1 – 1 | Northwich Victoria | Racecourse Ground Wrexham |  |
|  |         |       |                    |                           |  |

|  | Civil Service (Wrexham) | 1 – 1 | Gwersyllt Foresters | Gwersyllt Park Wrexham |  |
|  |                         |       |                     |                        |  |

|  | Wrexham Albion | 2 – 1 | Wrexham Grosvenor | Rhosddu Recreation Ground Wrexham |  |
|  |                |       |                   |                                   |  |

|  | Newtown White Star | 3 – 0 | Dollgelau |  |  |
|  |                    |       |           |  |  |

|  | Corwen | 7 – 3 | Bala | Bala |  |
|  |        |       |      |      |  |

|  | Newtown Excelsior | 6 – 0 | All Saints (Salop) |  |  |
|  |                   |       |                    |  |  |

|  | Aberystwyth | 1 – 0 | Oswestry |  |  |
|  |             |       |          |  |  |

|  | Ruthin | 4 – 0 | Llangollen |  |  |
|  |        |       |            |  |  |

Nguồn: Welsh Football Data Archive

### Đá lại
|  | Wrexham | 1 – 0 | Northwich Victoria |  |  |
|  |         |       |                    |  |  |

|  | Civil Service (Wrexham) | 0 – 0 | Gwersyllt Foresters |  |  |
|  |                         |       |                     |  |  |

Nguồn: Welsh Football Data Archive

### Đá lại lần 2
|  | Civil Service (Wrexham) | 1 – 2 | Gwersyllt Foresters |  |  |
|  |                         |       |                     |  |  |

Nguồn: Welsh Football Data Archive
Oswestry đi thẳng vào vòng tiếp theo.

Mold rút lui trước Druids

23rd Royal Welch Fusiliers rút lui trước Rhyl

## Vòng Hai
|  | Rhyl | 1 – 1 | Aberystwyth |  |  |
|  |      |       |             |  |  |

|  | Newtown Excelsior | 1 – 0 | Wrexham Albion |  |  |
|  |                   |       |                |  |  |

|  | Druids | 1 – 0 | Wrexham |  |  |
|  |        |       |         |  |  |

|  | Newtown White Star | 2 – 0 | Gwersyllt Foresters |  |  |
|  |                    |       |                     |  |  |

|  | Ruthin | 3 – 0 | Corwen |  |  |
|  |        |       |        |  |  |

Nguồn: Welsh Football Data Archive

### Đá lại
|  | Aberystwyth | 0 – 0 | Rhyl |  |  |
|  |             |       |      |  |  |

Nguồn: Welsh Football Data Archive

### Đá lại lần 2
|  | Rhyl | 0 – 3 | Aberystwyth |  |  |
|  |      |       |             |  |  |

Nguồn: Welsh Football Data Archive

## Vòng Ba
|  | Druids | 6 – 0 | Aberystwyth |  |  |
|  |        |       |             |  |  |

|  | Newtown Excelsior | 1 – 1 | Ruthin | Racecourse Ground, Wrexham |  |
|  |                   |       |        |                            |  |

Nguồn: Welsh Football Data Archive

### Đá lại
|  | Newtown Excelsior | 2 – 4 | Ruthin |  |  |
|  |                   |       |        |  |  |

Nguồn: Welsh Football Data Archive
Newtown White Star đi thẳng vào trận Bán kết

## Bán kết
|  | Druids | 3 – 1 | Newtown White Star | The Cricket Field Oswestry |  |
|  |        |       |                    |                            |  |

Nguồn: Welsh Football Data Archive
Ruthin đi thẳng vào trận Chung kết.

## Chung kết[2][3]
| Druids              | 2 – 1 | Ruthin    |
| ------------------- | ----- | --------- |
| Vaughan, John Jones |       | Goodthắng |

| Druids | Ruthin |